# Liste der Kulturdenkmäler in Oberreidenbach
In der Liste der Kulturdenkmäler in Oberreidenbach sind alle Kulturdenkmäler der rheinland-pfälzischen Ortsgemeinde Oberreidenbach aufgeführt. Grundlage ist die Denkmalliste des Landes Rheinland-Pfalz (Stand: 12. Juni 2023).

## Einzeldenkmäler
| Bezeichnung                   | Lage                | Baujahr | Beschreibung | Bild                           |
| ----------------------------- | ------------------- | ------- | --- | ------------------------------ |
| Evangelische Kirche           | Hauptstraße 60 Lage | 1902    | neugotischer Saalbau, sandsteingegliederter Brekziebau, 1902, Architekt August Senz, Köln                                                   | weitere Bilder Fotos hochladen |
| Katholische Kirche St. Ludwig | Hauptstraße 82 Lage | 1819–21 | spätromanischer Chorturm, Spitzhelm mit Wichhäuschen 1930 erneuert; Schiff 1819–21, Architekt Becker, Kirn; gusseisernes Grabkreuz, um 1895 | Fotos hochladen                |